# Marble (EP)
Marble é o segundo EP da banda de rock japonesa Fanatic Crisis, lançado pela gravadora independente Noir em 25 de novembro de 1996. Foi relançado pela Mercury em 19 de maio de 1999, junto com outros trabalhos independentes da banda, com uma embalagem diferente.
Em um show da banda no Shibuya Public Hall em 10 de janeiro de 1997, a faixa "Eien no Kodomotachi -The Eternal Child-" foi distribuída como single limitado.

## Recepção
A revista de música CD Journal descreveu que a música da banda neste álbum segue o padrão do visual kei, mas que a sensibilidade pop dentro do rock impressiona. Também elogiou a arte de capa.
Marble alcançou a 47° posição na Oricon Albums Chart, vendendo 16,830 cópias nas 3 semanas que ficou na parada. O relançamento de 1999 chegou à 85° posição.

## Faixas
Todas as letras escritas por Tsutomu Ishizuki. 
| N.º            | Título                                                                       | Música           | Duração |  |
| 1.             | "Marble"                                                                     | Shun             | 2:53    |  |
| 2.             | "Egoism"                                                                     | Kazuya           | 3:30    |  |
| 3.             | "Psychedelic Paradox"                                                        | Kazuya           | 4:03    |  |
| 4.             | "More Pain"                                                                  | Ryuji            | 3:25    |  |
| 5.             | "Eien no Kodomotachi -The Eternal Child-" (永遠の子供達 -the eternal child-) | Tsutomu Ishizuki | 4:53    |  |
| 6.             | "My Rose"                                                                    | Tsutomu Ishizuki | 5:42    |  |
| Duração total: | Duração total:                                                               | Duração total:   | 24:49   |  |

- Há uma faixa introdutória de 11 segundos, mas ela não é contabilizada oficialmente.

## Ficha técnica
Fanatic Crisis
- Tsutomu Ishizuki − vocais
- Kazuya − guitarra solo
- Shun − guitarra rítmica
- Ryuji − baixo
- Tohru − bateria